# Jan Kleyna
Jan T. Kleyna es un astrónomo doctorado en el Instituto de Astronomía de la Universidad de Hawái. Especializado en la dinámica de las galaxias, ha trabajado para desarrollar códigos para la detección en tiempo real de objetos en movimiento como satélites jovianos. También ha codescubierto varios de los satélites de Saturno.